# Bascopé Point
Der Bascopé Point (englisch; spanisch Punta Bascopé) ist eine Landspitze an der Ostküste von Greenwich Island im Archipel der Südlichen Shetlandinseln. Sie ist die Verlängerung des Ash Point und markiert an der Einfahrt von der English Strait zur Discovery Bay die nördliche Begrenzung der Rojas Cove.
Wissenschaftler der 1. Chilenischen Antarktisexpedition (1946–1947) benannten sie nach Juan Bascopé Guzmán, Meteorologe bei dieser Forschungsreise. Das UK Antarctic Place-Names Committee übertrug diese Benennung 2004 ins Englische.